# Kregarjevo
Kregarjevo (izgovarjava [ˈkɾeːɡaɾjɛʋɔ]) je gručasto naselje, ki ga sestavlja skupina hiš na desnem bregu Kamniške Bistrice v Občini Kamnik. Leži na Gorenjskem, v neposredni bližini Stahovice, Bistričice ter Županjih njiv.  K naselju  spada tudi zaselek Gradišče, ki je obenem najvišji vrh Kregarjevega (520m n.v.) in leži na skrajnem severozahodnem delu Tunjiškega gričevja. 
Statistično je del Osrednjeslovenske statistične regije. 
Začetki vasi segajo v leto 1904 s prvo omembo dveh kmetij, zgrajenih nekaj let prej, poimenovanih po njihovi legi (Spodnji Kregarji in Zgornji Kregarji). 
Živinoreja temelji na prosti paši ter na planinskem pašništvu na Veliki planini.